# Partido Democrático da Guiné Equatorial
O Partido Democrático da Guiné Equatorial (PDGE) é um partido político da Guiné Equatorial, que governa o país desde a sua criação em 11 de outubro de 1987 e até 1991 em qualidade de partido único. Seu secretário geral é Jerónimo Osa Osa Ecoro e seu presidente e fundador Teodoro Obiang Nguema Mbasogo.
Além do mais conta com uma Junta Executiva Nacional integrada por Agustín Nze Nfumu, Teresa Efua Asangono, Francisco Pascual Obama Asue, Angel Serafin Seriche Dougan, Secundino Nvono Avomo, Clemente Engonga Nguema Onguene, Santiago Nsobeya Efuman, Alejandro Evuna Owono Asangono, Antonio Pedro Oliveira Borupu e a Primeira Dama Constancia Mangue.
O partido nasceu logo de um decreto da Presidência da Republica no dia 4 de junho de 1986, onde foi criado um comitê organizador de cara ao seu desenvolvimento. Em 9 de fevereiro de 1987, um novo decreto dissolveu o comitê organizador e criou o comitê eventual. O partido foi apresentado oficialmente dia 11 de outubro desse mesmo ano no Cine Marfil de Malabo. O congresso constituinte celebrado na cidade de Bata, então capital da Guiné Equatorial nos dias 11 ao 16 de outubro de 1988 é considerado o primeiro congresso do partido.
Até as eleições de 1993, foi o único partido representado no parlamento. Na atualidade ocupa 99 dos 100 escanos da câmara dos deputados, órgão legislativo do pais. Conta além do mais com a totalidade das cadeiras do senado do pais.

## Ver mais
- Política da Guiné Equatorial